# Боян Ботево
Боян Ботево е село в Южна България. То се намира в община Минерални бани, област Хасково.

## Културни и природни забележителности
В селото има джамия.